# Captain Barnacle's Baby
Captain Barnacle's Baby è un cortometraggio muto del 1911 diretto da Van Dyke Brooke.

## Produzione
Il film fu prodotto dalla Vitagraph Company of America.

## Distribuzione
Distribuito dalla General Film Company, il film - un cortometraggio in una bobina - uscì nelle sale cinematografiche USA il 15 agosto 1911.